# Arnberg (Altomünster)
Arnberg ist ein Gemeindeteil von Altomünster im oberbayerischen Landkreis Dachau. Am 1. Mai 1978 kam der Weiler Arnberg, der auf einer Anhöhe nördlich des Altoforstes liegt, als Teil der Gemeinde Thalhausen zu Altomünster.

## Geschichte
Die erste sichere Nennung des Ortsnamens findet sich in einer undatierten Schenkungsurkunde an das  Benediktinerkloster Scheyern mit „Arpenberge“, die sich auf die Zeit um 1228/31 festlegen lässt.
Um 1309/15 wird der Weiler „Ernperg“, 1405 „Erenberg“, und 1420 im herzoglichen Salbuch „Arnperg“ geschrieben.

## Baudenkmäler

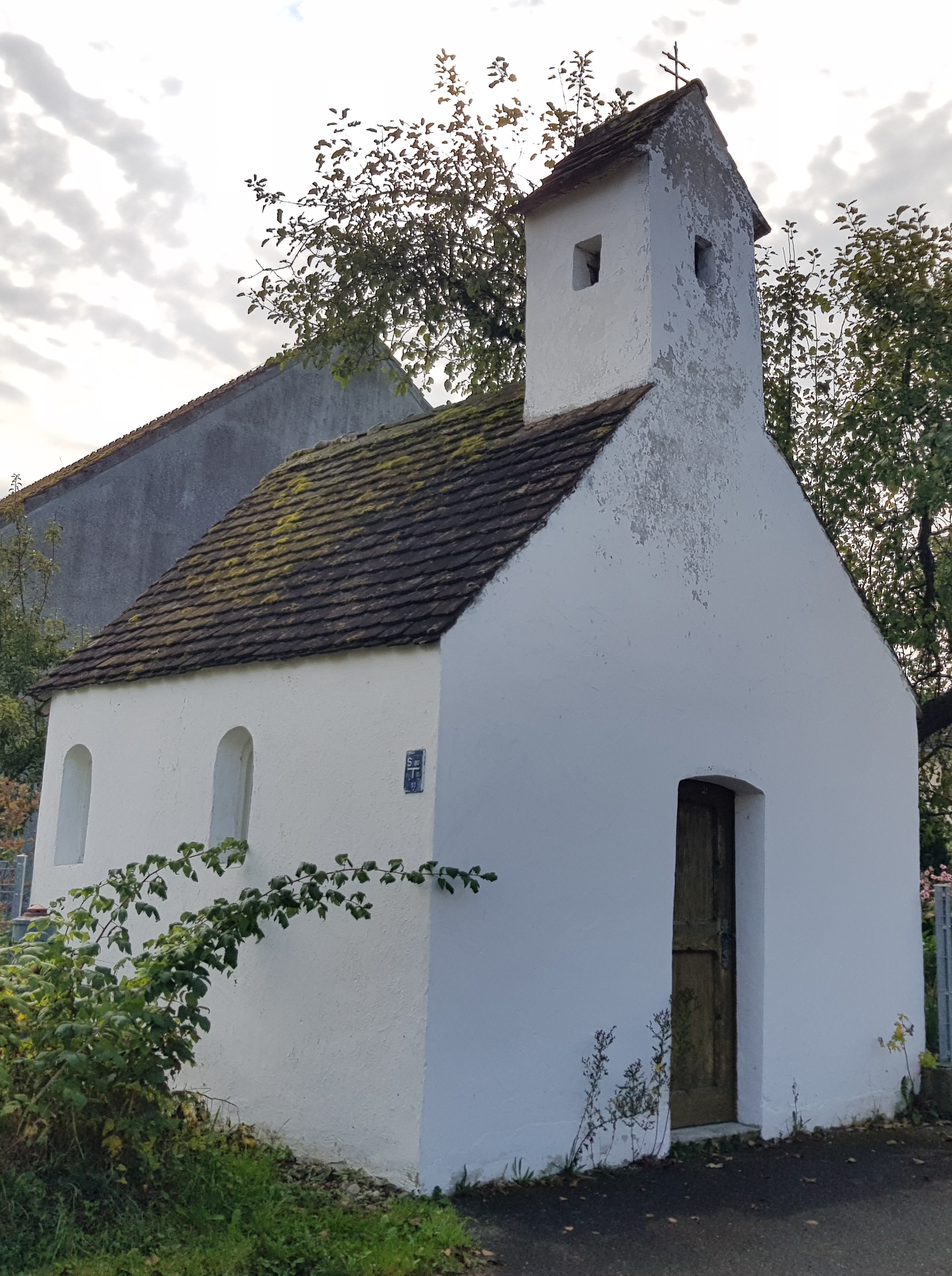
Hofkapelle in Arnberg

- Hofkapelle, erbaut Ende des 17. Jahrhunderts